# حلة القناعي
حلة القناعي القاف تنطق مثل حرف القيف كانت حلة القناعي حيًّا ودوّارًا يقع داخل أسوار المدينة في مدينة الرياض القديمة بالمملكة العربية السعودية. كان يقع بين حلة المعيقلية وحلة المريقب في الجزء الشمالي الغربي من المدينة المسوّرة.
نُسبت الحلة إلى عائلة القناعي التي كانت تمتلك الأراضي في تلك المنطقة، واحتضنت الحلة سوقين صغيرين، هما "قيصيرية ابن قليب" (الذي أصبح لاحقًا سوق أوشيقر) و"قيصيرية الأمير سعد بن عبد الله".